# Michael Denis
Johann Nepomuk Cosmas Michael Denis (Schärding, 1729 – Vienna, 1800) è stato un gesuita, bibliografo ed entomologo austriaco.
Soppressa la Compagnia di Gesù nel 1773, divenne bibliotecario della biblioteca imperiale di Vienna (1791). Assieme a Ignaz Schiffermüller, come Denis docente presso il collegio Theresianum, pubblicò la prima monografia sui lepidotteri della regione viennese, il Systematische Verzeichnis der Schmetterlinge der Wienergegend herausgegeben von einigen Lehrern am k. k. Theresianum (1775). Tra i primi in Europa tradusse integralmente Ossian (1768).